# 京哈高速铁路

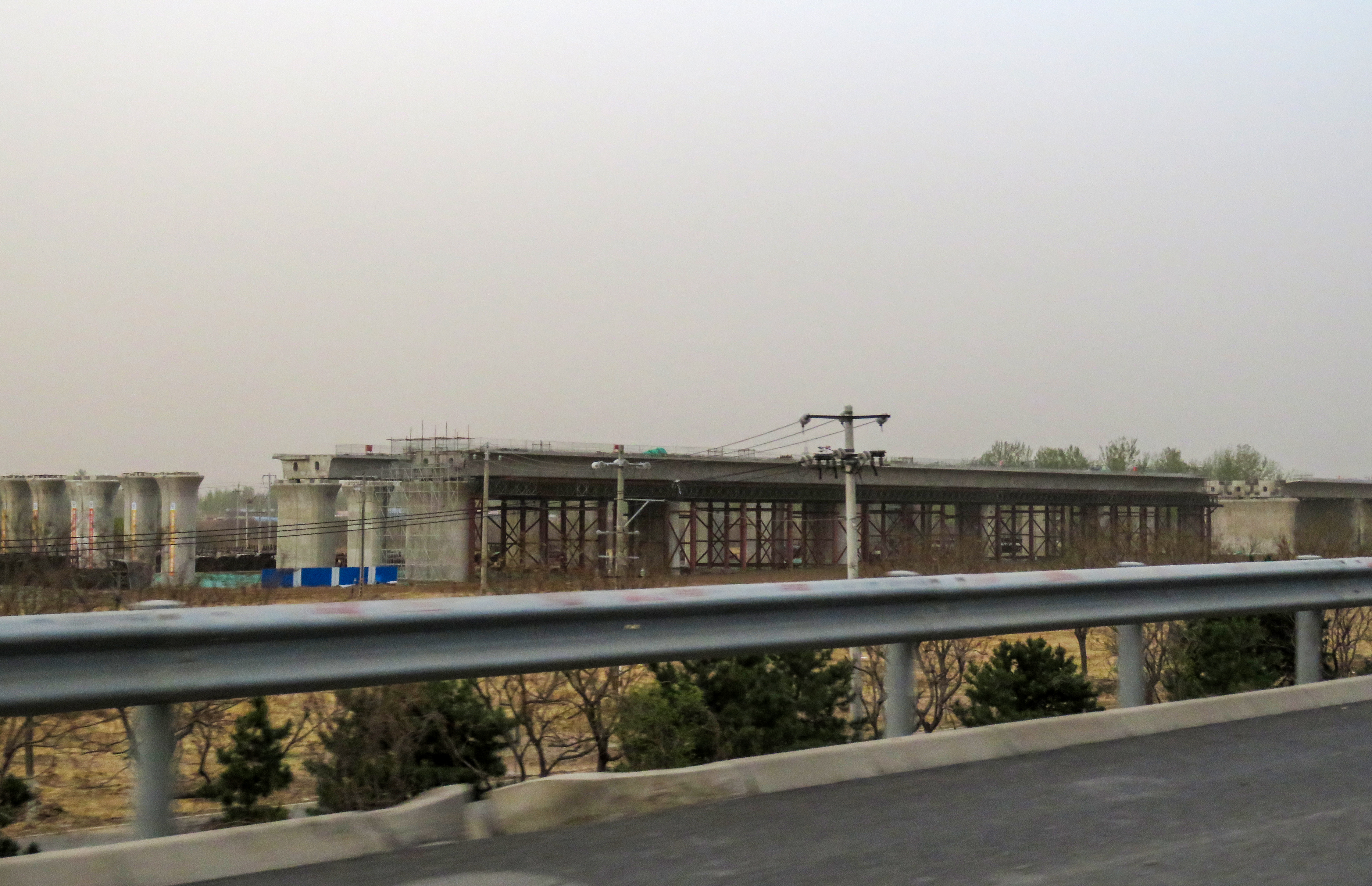
建设中的京哈高铁京承段（2018年4月）

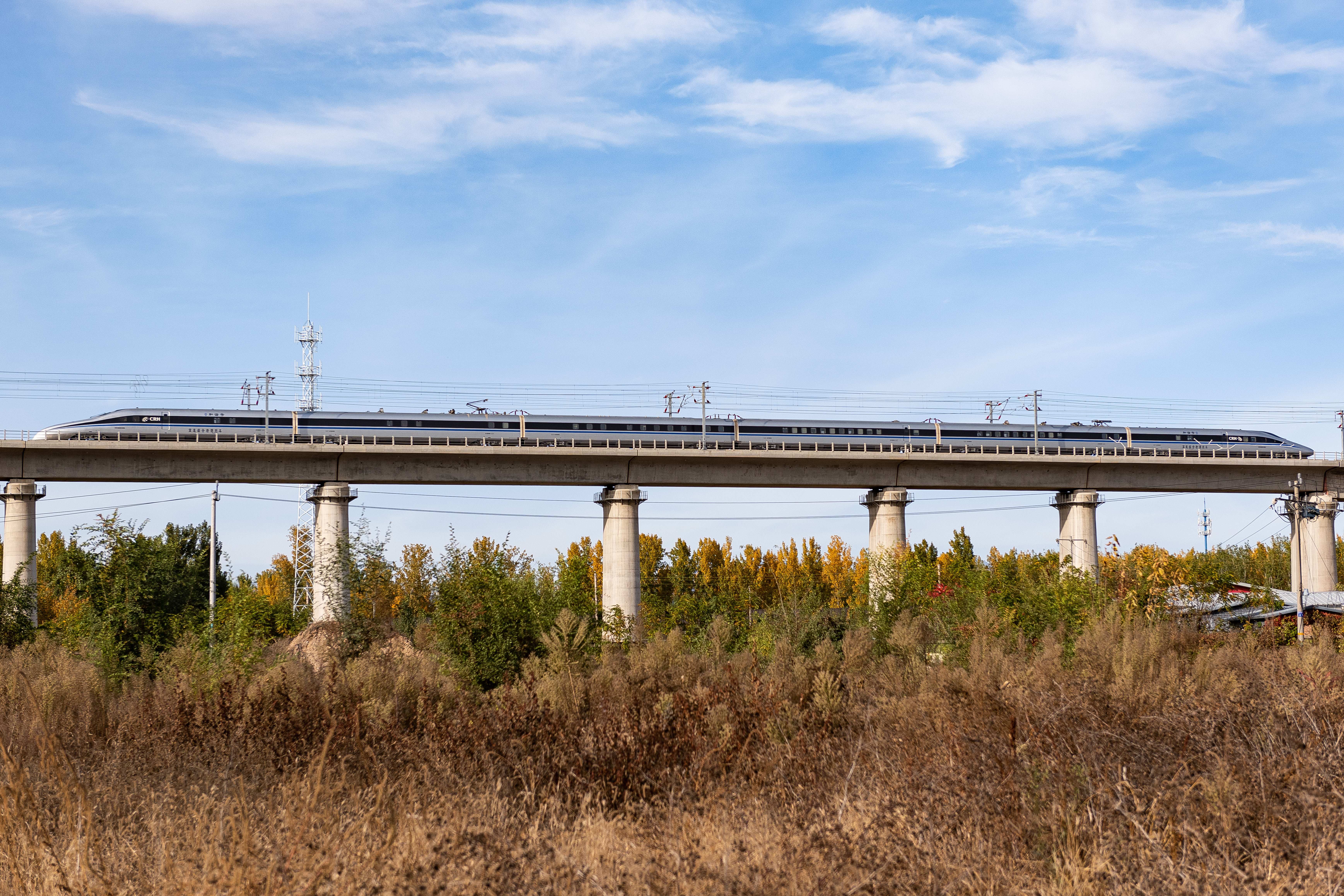
参与京哈高铁京承段联调联试的CRH380AM-0204驶经北京市怀柔区杨宋镇北年丰村

京哈高速铁路，简称京哈高铁，又名京哈客运专线，是中华人民共和国一条连接北京市与哈尔滨市的高速铁路，线路始于北京朝阳站，终到哈尔滨站，途径沈阳、长春等省会城市，全长1240千米，是中国首条高寒高速铁路，东北地区的高铁列车通过该线路可接入全国高速铁路网络。
京哈高速铁路可分为北京至沈阳段、沈阳至哈尔滨段两部分，其构想最早可见于2004年由国务院审议通过的中长期铁路网规划（2004年）版，当时该线路作为“四纵”的其中一部分：北京～沈阳～哈尔滨(大连)客运专线，连接东北和关内地区。全线设计速度为350km/h，现期京沈段最高运营速度为350km/h（列车ATP限速355km/h），沈哈段最高运行速度为310km/h，现时全程最快用时4小时33分钟。2025年7月1日三季度调图起，京沈段率先提质达标至350km/h运营。本线路南端通过东星联络线与北京站连接，继而通过北京地下直径线连接北京西站和京广高速铁路，构成了《中长期铁路网规划》中“八纵八横”高速铁路主通道之一：京哈～京港澳通道的一部分。

## 历史

### 沈阳至哈尔滨段
京哈高速铁路沈哈段原为哈大高速铁路哈尔滨至沈阳段，后定名为“京哈高速线沈哈段”（沈阳至大连段定名为“沈大高速线”）。
2004年9月，项目前期工作正式启动。
2005年12月23日，国家发改委批复《哈尔滨至大连铁路客运专线项目建议书》。
2006年9月6日，原环境保护总局批复《新建铁路哈尔滨至大连铁路客运专线环境影响报告书》。
2007年4月26日，国家发改委批复《新建哈尔滨至大连铁路客运专线可行性研究报告》。同年6月，原铁道部批复了《新建铁路哈尔滨至大连客运专线初步设计》。8月23日，哈大客运专线开工建设。
2010年6月28日，哈大客运专线进入铺轨阶段，12月28日铺轨完成。
2012年4月20日，已开工建设近5年的哈大客运专线进入联调联试阶段，最高时速达到397千米/小时。10月8日完成联调联试，开始全线试运行。
2012年12月1日，哈大客运专线全线开通运营，同时意味着京哈高铁的沈阳北至哈尔滨西段投入使用。

### 北京至沈阳段
京沈段的前身是承德市提出的京承快速铁路、辽宁省提出的沈朝客运专线，是原铁道部2009年开展的第一个重点踏勘项目。
2009年2月，国家发改委批复了新建京沈客运专线项目书，当时预计2009年底开始建设，总工期4年，2013年底建成通车。（一说2009年10月30日国家发改委批复了新建京沈客运专线项目书，2010年上半年开始建设，2013年或2014年建成通车）。
经历多番推迟之后，最终于2013年12月，京沈段的可行性研究获批。
2014年3月5日，辽宁段控制工程三棱山隧道开工，拉开了京沈段建设的序幕。
2016年2月25日，京沈段全面进入建设阶段。
2018年3月起，承沈段分段进入联调联试阶段，并分段启动试运行。12月29日，承德南至沈阳段开通运营。
2019年12月12日，京沈段全部隧道洞通。
2020年8月-10月，京沈段架梁任务和铺轨任务全部完成，并对剩余路段进行联调联试，12月11日进入试运行阶段。
2021年1月22日，京承段投入使用，标志着京哈高速铁路实现全线贯通运营。

## 运营
沈哈段运营初期，实行冬季和夏季“两张列车运行图”，分别按时速200公里和300公里两个速度等级开行动车组列车，同时实行与两个速度等级相对应的票价。冬季运行图实施阶段为每年12月1日至次年4月20日，共5个月。夏季运行图实施阶段为每年4月21日至11月30日，共7个月。2015年12月1日，哈大高铁全年按照时速300公里开行动车组列车，即“冬夏一张列车运行图”。
2019年12月，沈阳局集团对沈哈段沿线的车站实行电子客票服务。
2021年1月22日，全线开通运营，初期开行12对进京高速动车组列车，其中哈尔滨西始发4对，长春西始发2对，沈阳北始发2对，吉林、通辽、赤峰、鞍山西各始发1对。项目开通初期限速300km/h，京沈高速动车组列车自沈阳（北）至北京朝阳站最快运行2小时44分，而先前走行秦沈客运专线的京沈高铁服务最快运行时间为沈阳北至北京南3小时45分，承德、朝阳、赤峰、通辽进京时间得到了大幅縮短。
2021年6月25日起，北京站开始运营京哈客运专线的列车，这是京哈高速铁路首次在北京站停靠，也是北京站建站以来首次迎来高铁列车，初期列车目的地包括哈尔滨西、吉林、沈阳北。
2022年10月11日，石家庄（邯郸）至承德的直达高铁列车正式开通运营，这是北京地下直径线首次运营高速列车，也是北京铁路枢纽首次开行跨枢纽高速列车，京广高速铁路和京哈高速铁路在北京铁路枢纽正式实现贯通运行。
2024年12月25日，CR400BF-GS技术提升型高寒智能动车组率先于本线投入使用，首个更换的车次为北京局集团开往齐齐哈尔方向的G901/908次列车。随后自2025年1月1日起，沈阳局集团担当的北京至沈阳间G920/925次、G990/995次列车也完成更换。
2025年7月1日起，本线最高运营时速提高到350km/h，京沈间一站直达列车用时缩短到2小时29分钟左右，共开行提质达标大站快车28对。

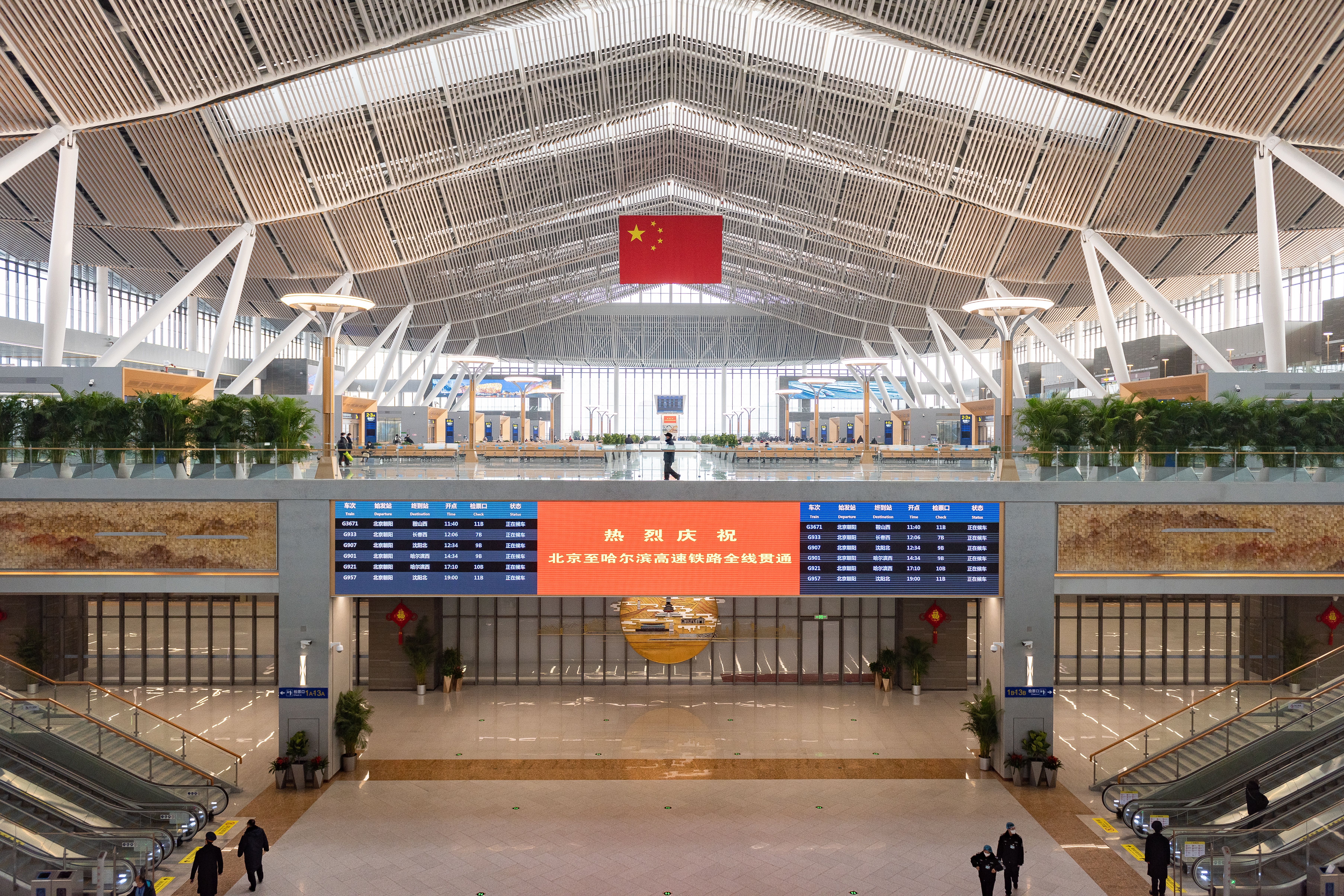
2021年1月22日，沈阳北始发的首班京沈本线车G908次列车抵达北京朝阳站
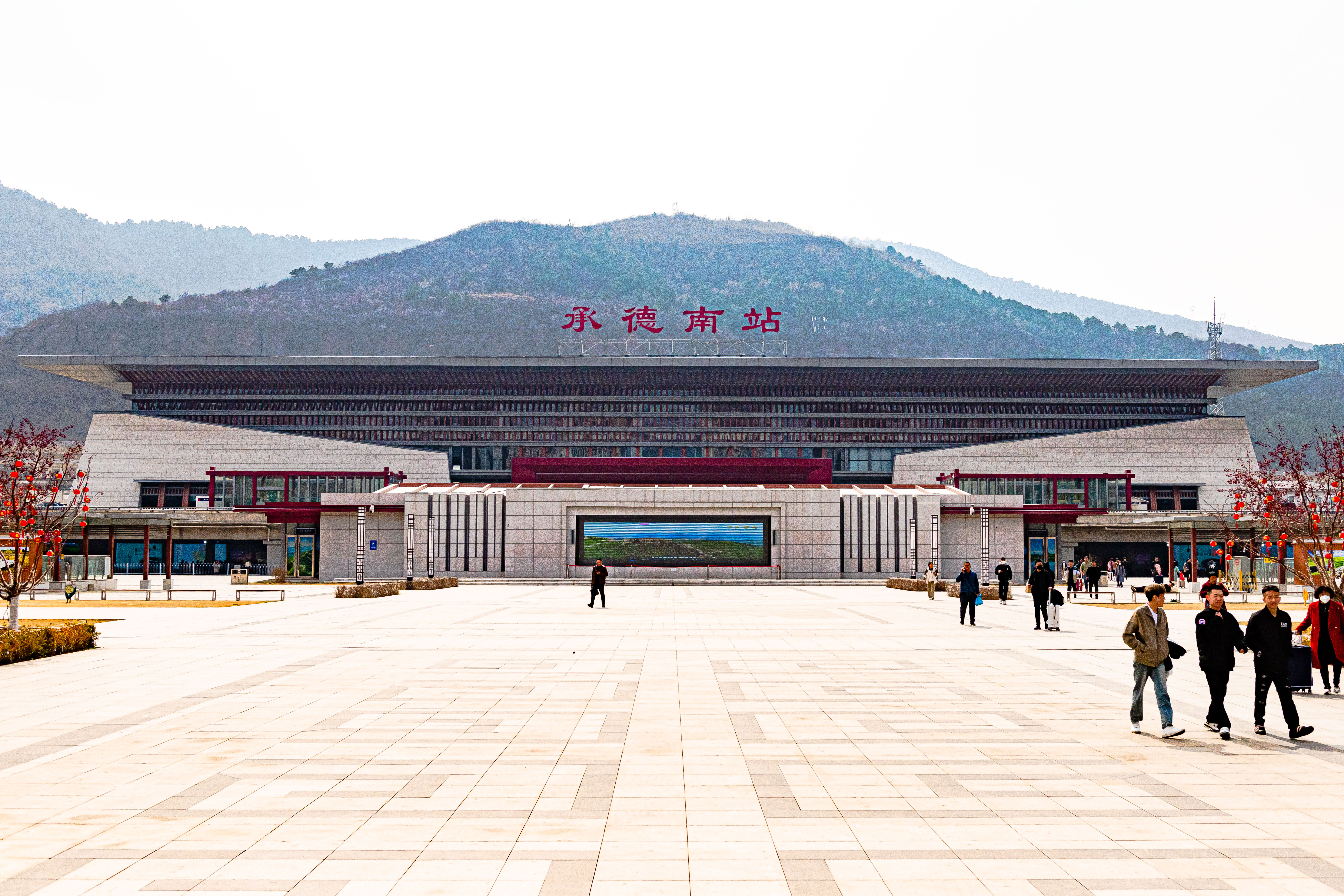
2021年6月25日，首班G915次京吉列车在北京站1站台等待发车
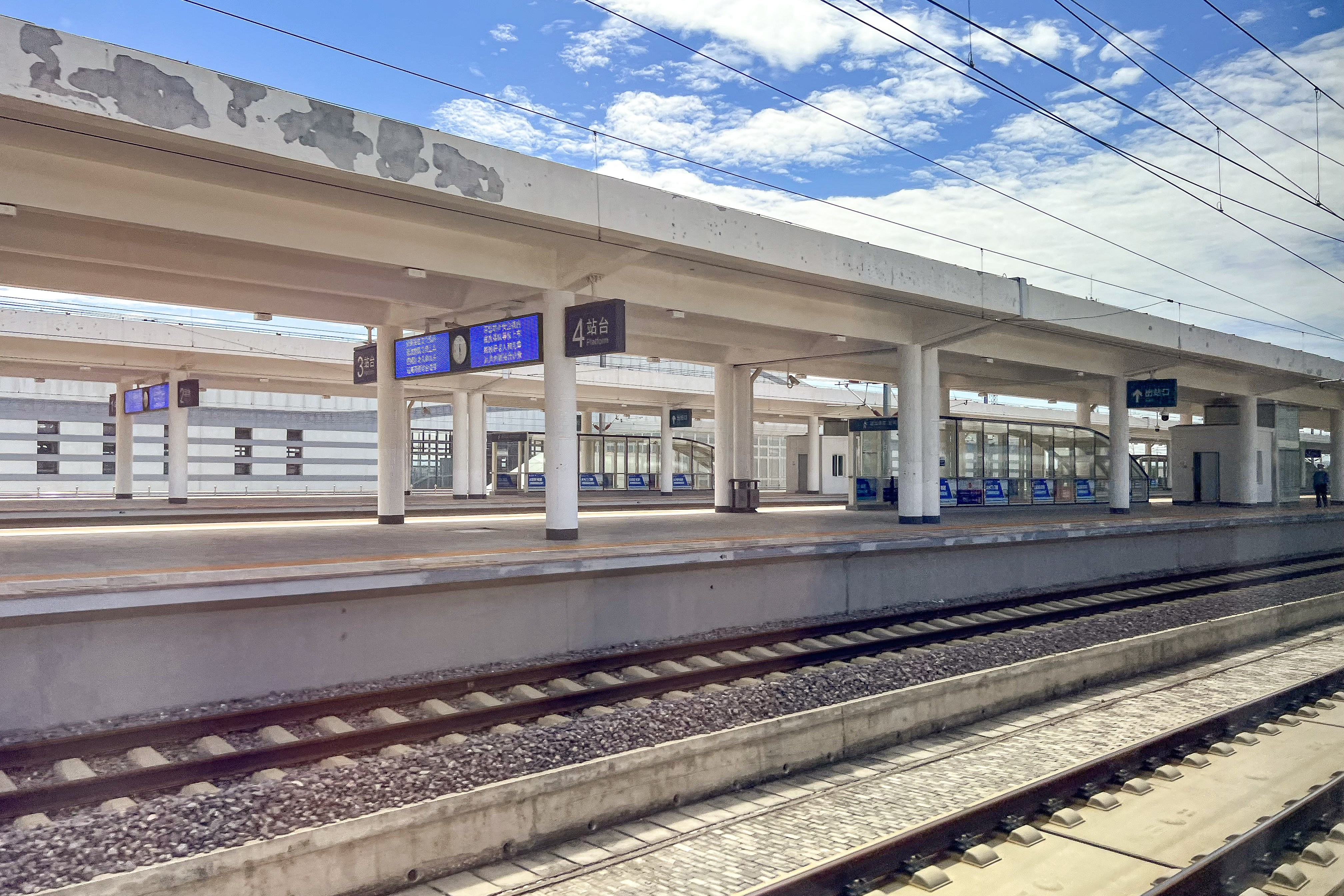
原G3671次列车驶出北京朝阳站（2021年1月摄）
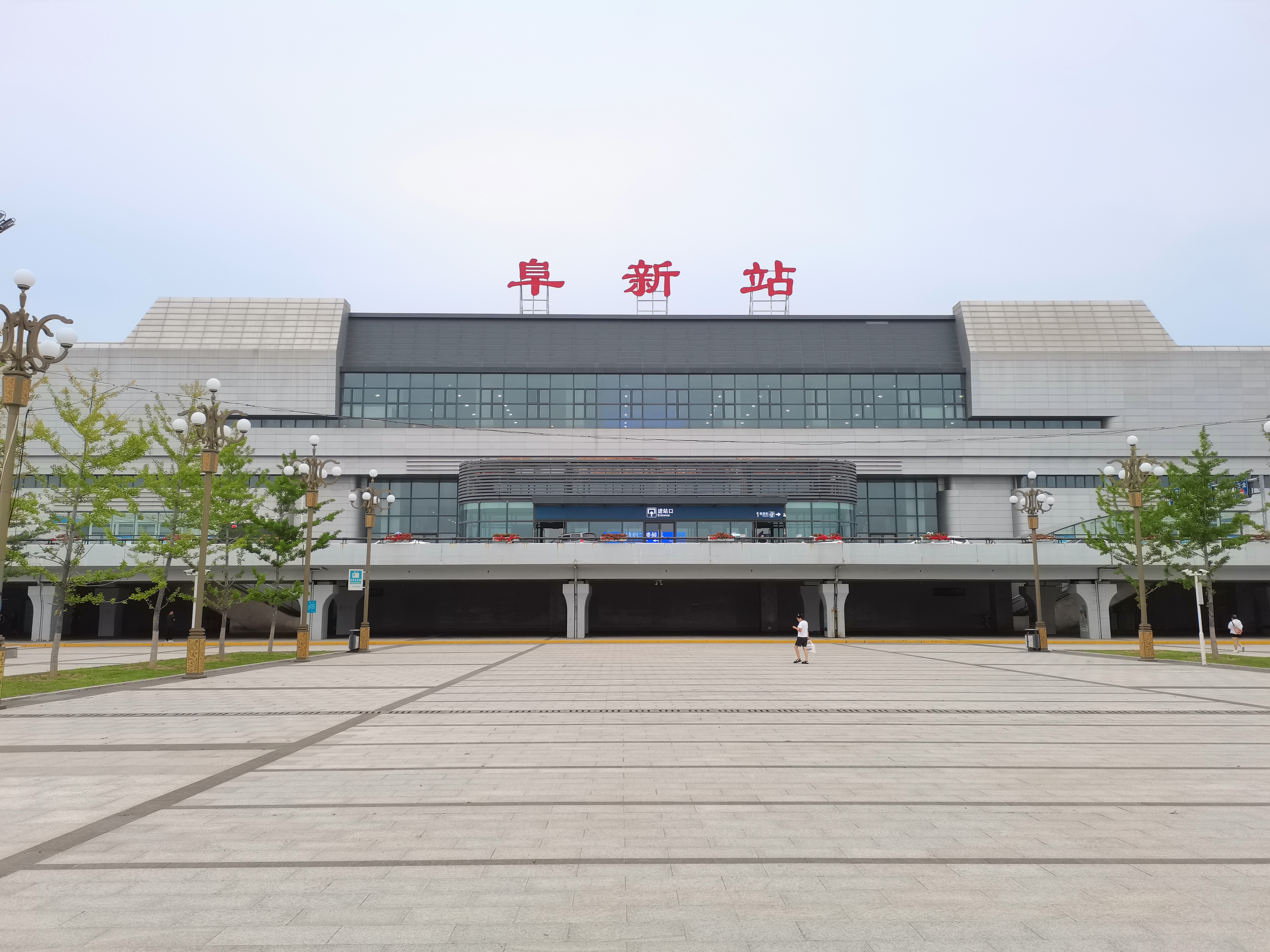
阜新站站房
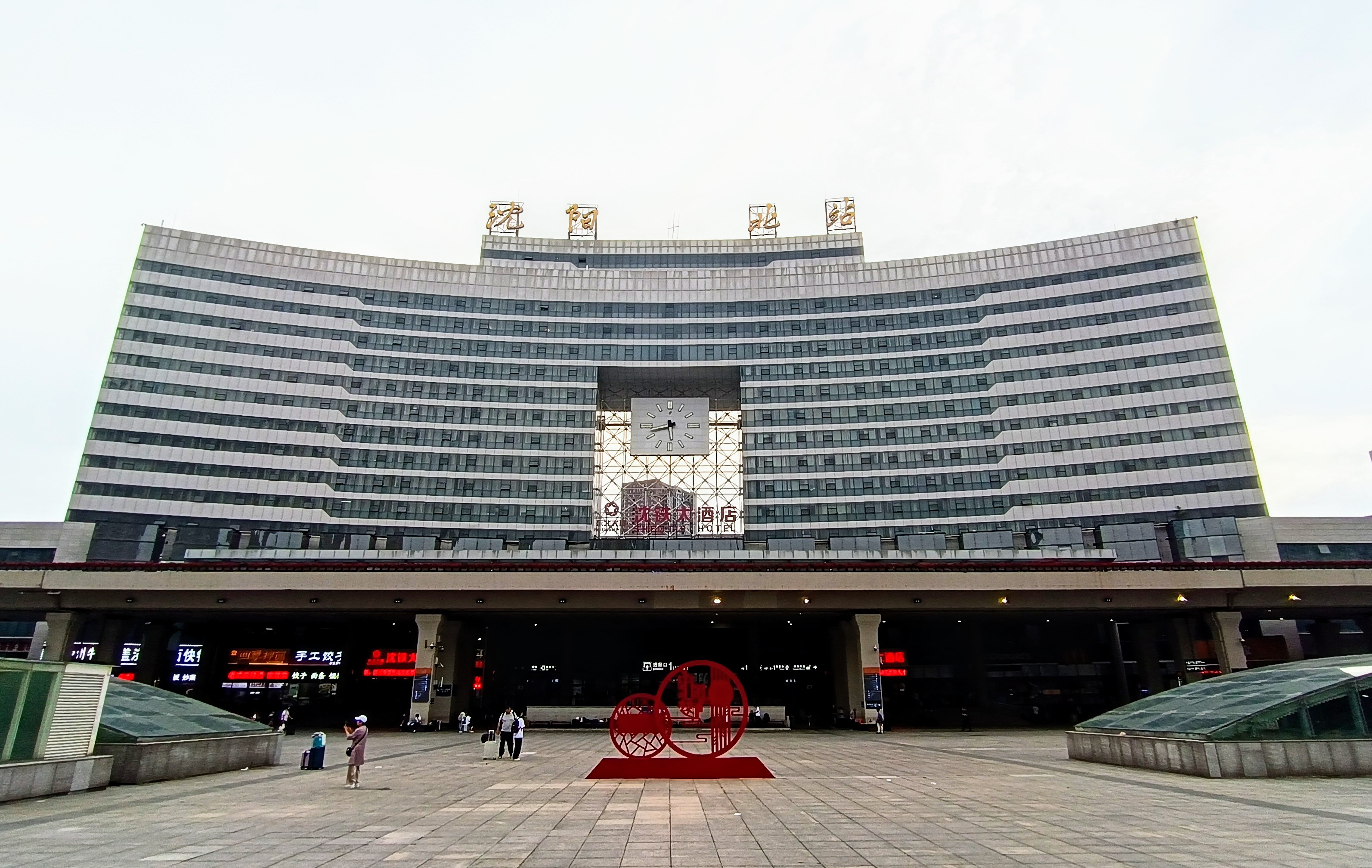
沈阳北站南站房
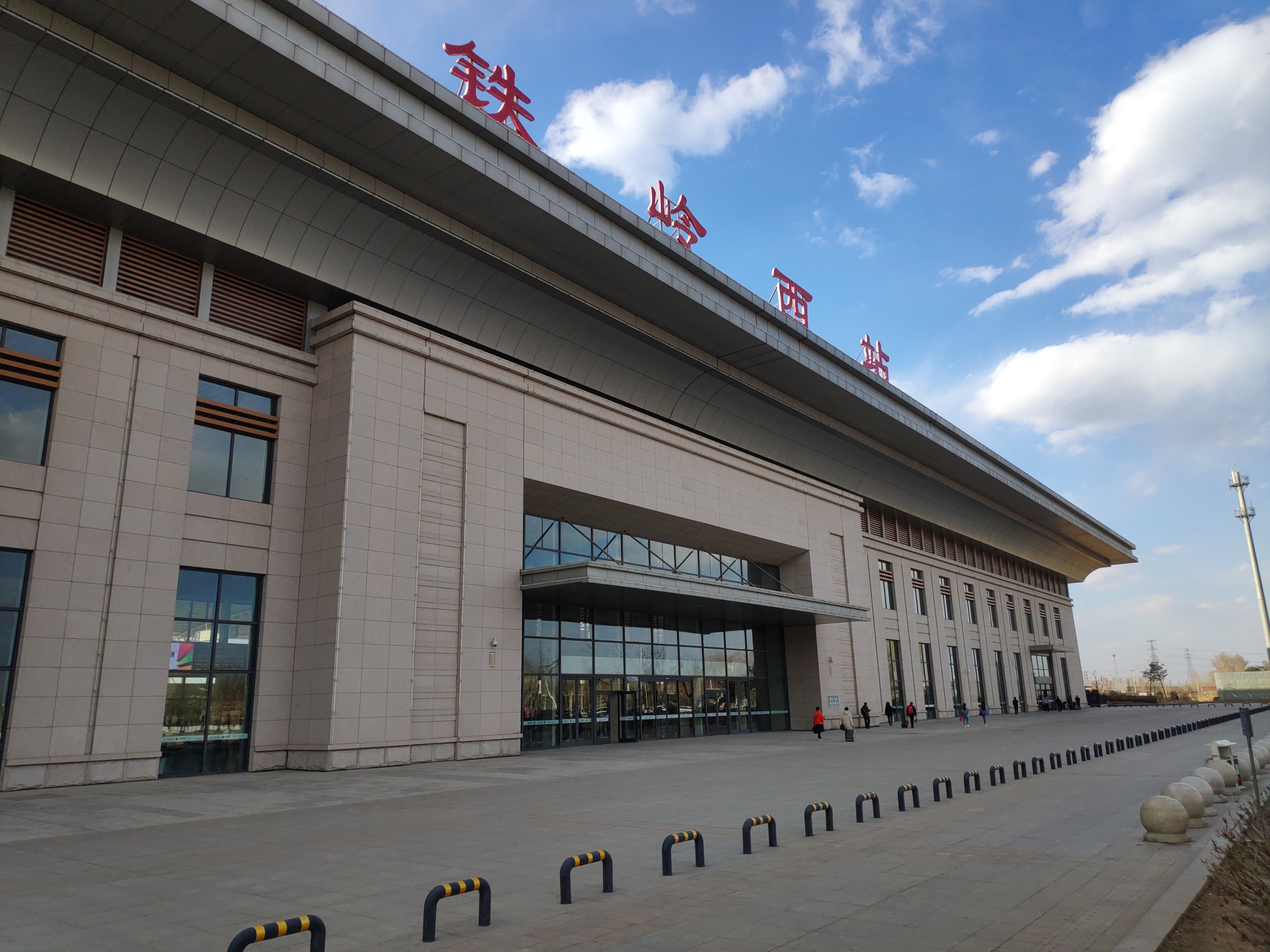
铁岭西站站房
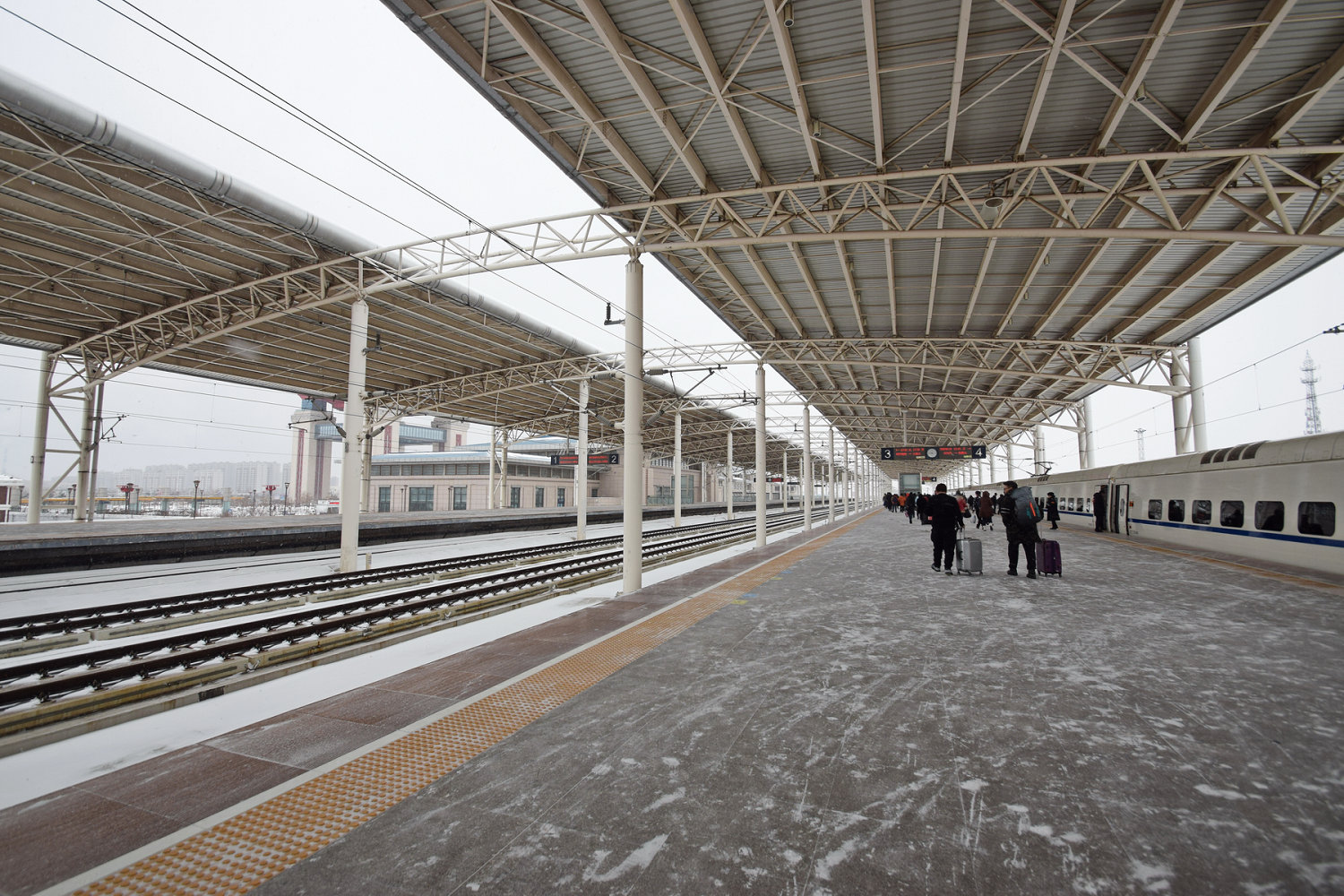
四平东站3、4站台及站内正线
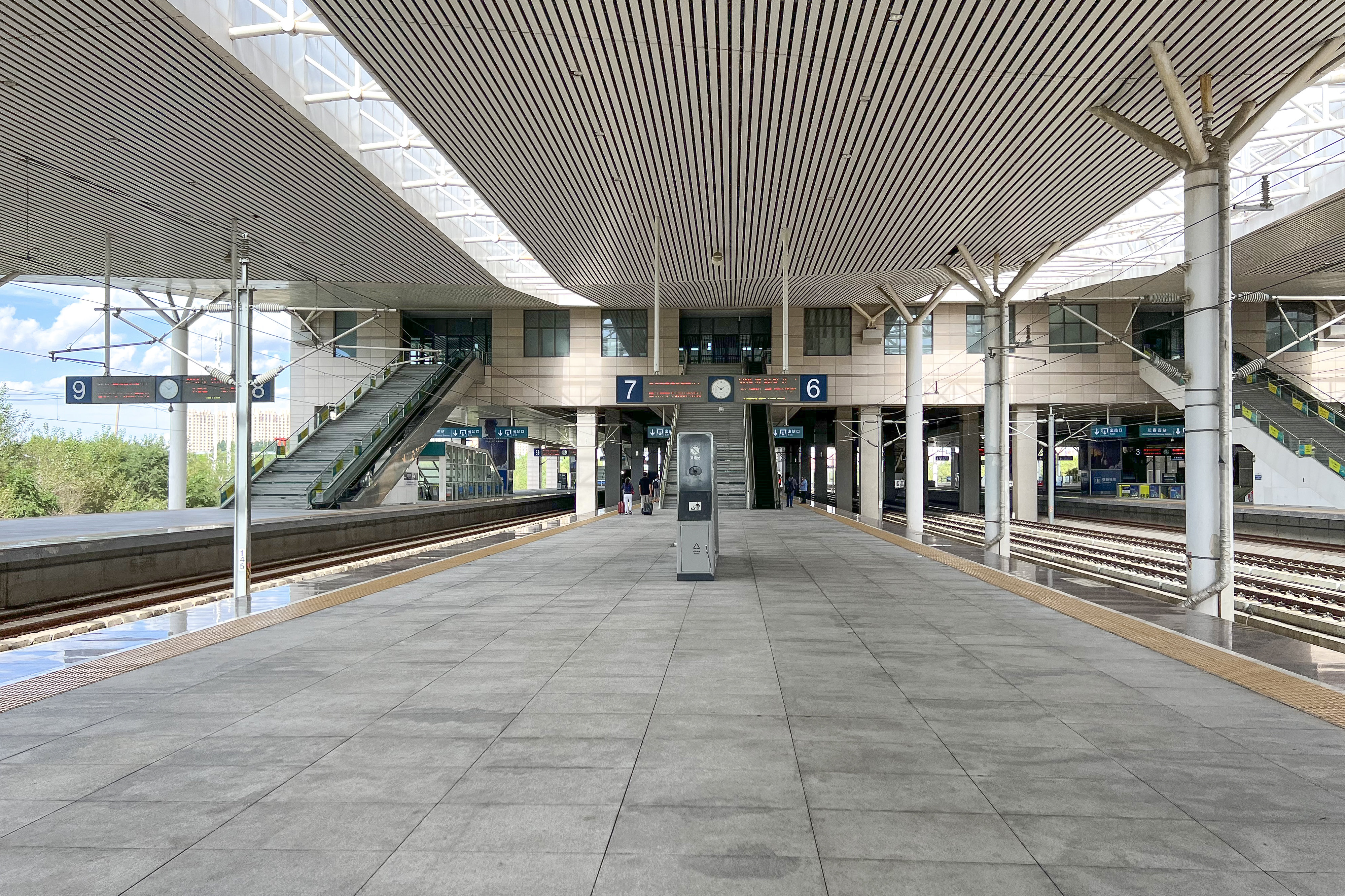
长春西站6、7站台
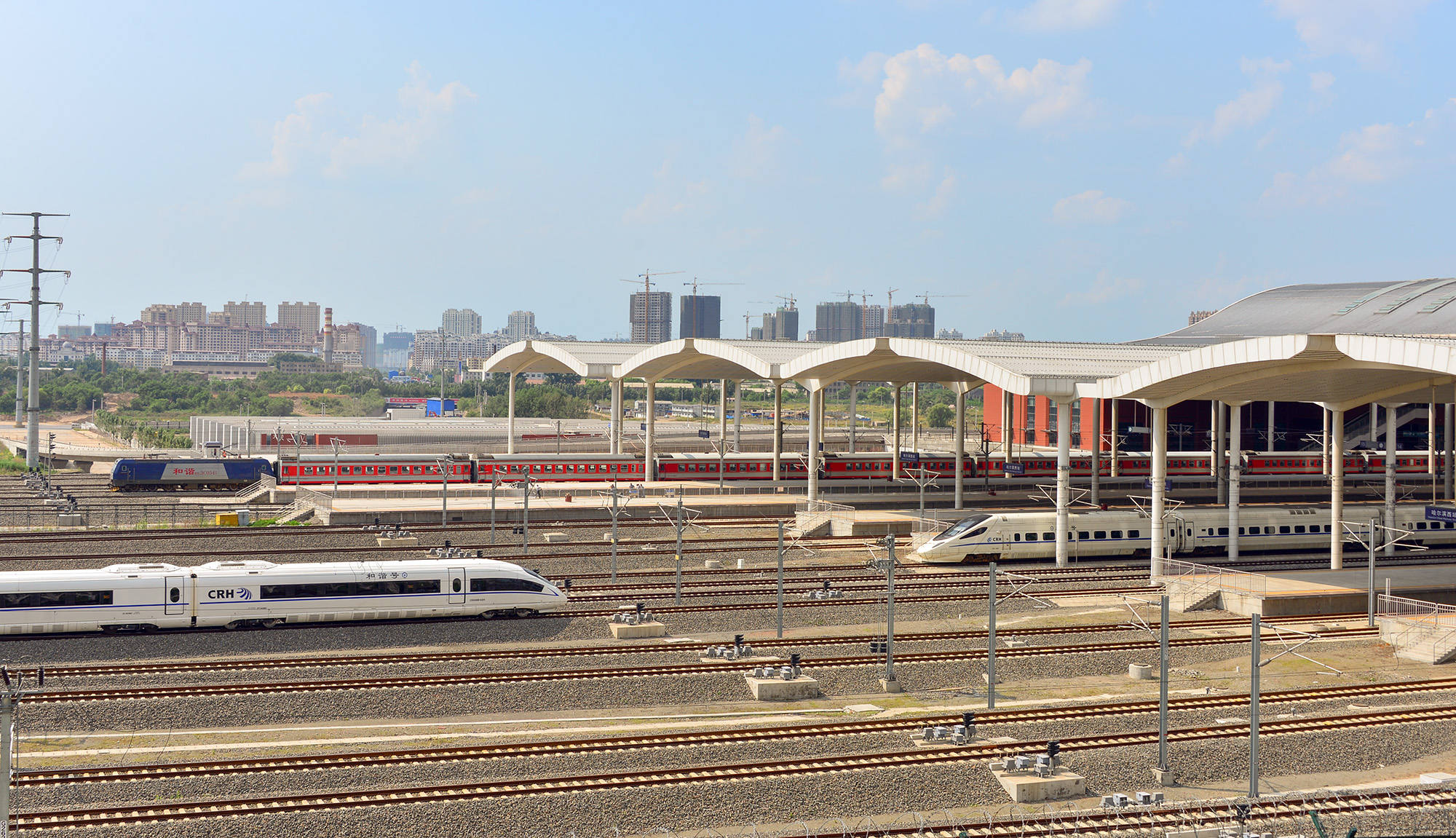
哈尔滨西站站场
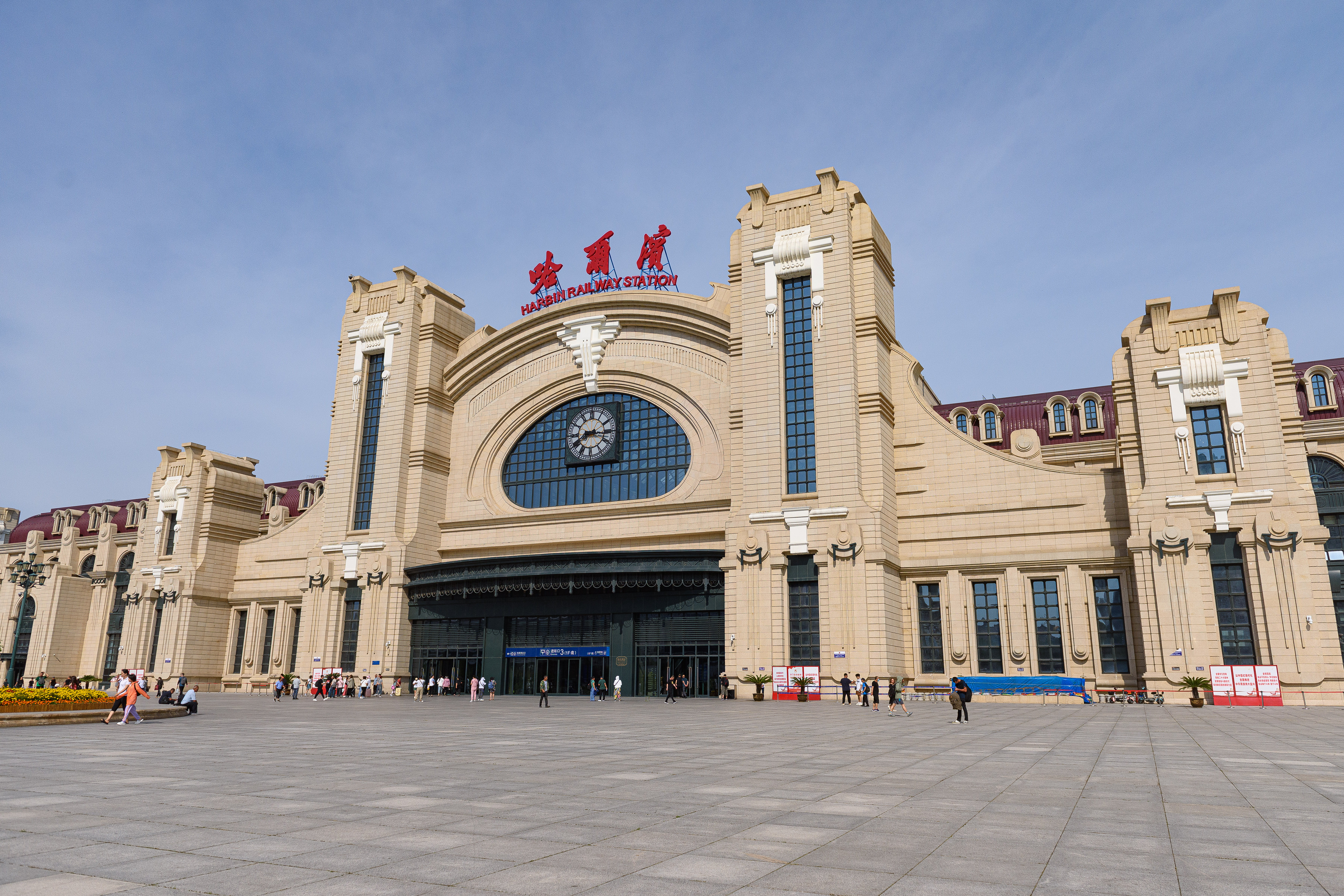
哈尔滨站南站房

- G951次列车驶经北京环铁北桥（2024年1月摄）

## 车站列表
| 京哈高速铁路京沈段 |          |                        |            |                            |                                                      |                                              |          |          |                                                      |
| 所在地区           | 所在地区 | 所在地区               | 车站       | 北京朝阳站起计里程（公里） | 连接铁路                                             | 城市轨道交通转乘路线                         | 规模     | 车站等级 | 备注                                                 |
| 北京市             | 北京市   | 朝阳区                 | 北京朝阳站 | 0                          | 双沙铁路 环铁支线                                    | 北京地铁3号线 北京市郊铁路东北环线（规划中） | 7台17线  | 一等站   | 正线起点，北京站需要通过东星联络线和既有京哈铁路连接 |
| 北京市             | 北京市   | 顺义区                 | 顺义西站   | 27                         |                                                      |                                              | 2台4线   |          |                                                      |
| 北京市             | 北京市   | 怀柔区                 | 怀柔南站   | 49                         | 怀兴城际铁路（部分开通）                             |                                              | 2台6线   |          |                                                      |
| 北京市             | 北京市   | 密云区                 | 密云站     | 65                         |                                                      |                                              | 2台6线   |          |                                                      |
| 河北省             | 承德市   | 兴隆县                 | 兴隆县西站 | 121                        |                                                      |                                              | 2台4线   |          |                                                      |
| 河北省             | 承德市   | 承德县                 | 安匠站     | 165                        |                                                      |                                              | 2台4线   |          |                                                      |
| 河北省             | 承德市   | 双桥区                 | 承德南站   | 192                        | 津承城际铁路（规划中）                               |                                              | 4台10线  |          |                                                      |
| 河北省             | 承德市   | 承德县                 | 承德县北站 | 221                        |                                                      |                                              | 2台4线   |          |                                                      |
| 河北省             | 承德市   | 平泉市                 | 平泉北站   | 258                        |                                                      |                                              | 2台4线   |          |                                                      |
| 辽宁省             | 朝阳市   | 凌源市                 | 牛河梁站   | 319                        |                                                      |                                              | 2台4线   |          |                                                      |
| 辽宁省             | 朝阳市   | 喀喇沁左翼蒙古族自治县 | 喀左站     | 354                        | 喀赤高速铁路                                         |                                              | 2台8线   |          |                                                      |
| 辽宁省             | 朝阳市   | 朝阳县                 | 奈林皋站   | 384                        |                                                      |                                              | 2台4线   |          | 暂时不办理客运业务                                   |
| 辽宁省             | 朝阳市   | 龙城区                 | 辽宁朝阳站 | 421                        | 朝凌高速铁路                                         |                                              | 3台10线  |          |                                                      |
| 辽宁省             | 朝阳市   | 北票市                 | 北票站     | 458                        |                                                      |                                              | 2台4线   |          |                                                      |
| 辽宁省             | 阜新市   | 阜新蒙古族自治县       | 乌兰木图站 | 506                        |                                                      |                                              | 2台4线   |          | 暂时不办理客运业务                                   |
| 辽宁省             | 阜新市   | 细河区                 | 阜新站     | 539                        |                                                      |                                              | 2台6线   |          |                                                      |
| 辽宁省             | 锦州市   | 黑山县                 | 黑山北站   | 595                        |                                                      |                                              | 2台4线   |          |                                                      |
| 辽宁省             | 沈阳市   | 新民市                 | 新民北站   | 637                        | 新通客运专线                                         |                                              | 2台8线   |          |                                                      |
| 辽宁省             | 沈阳市   | 于洪区                 | 沈阳西站   | 675                        |                                                      |                                              | 2台6线   |          | 暂时不办理客运业务                                   |
| 辽宁省             | 沈阳市   | 和平区                 | 沈阳站     | （696）                    | 沈大铁路 沈山铁路 沈丹铁路 沈大高速铁路 沈抚城际铁路 | 沈阳地铁1号线                                | 10台19线 | 特等站   | 经前丁香东所和后丁香东所，京沈段正线终点             |

| 京哈高速铁路沈哈段 |          |          |            |                            |                                                                                      |                                     |          |          |                                          |
| 所在地区           | 所在地区 | 所在地区 | 车站       | 北京朝阳站起计里程（公里） | 连接铁路                                                                             | 城市轨道交通转乘路线                | 规模     | 车站等级 | 备注                                     |
| 辽宁省             | 沈阳市   | 沈河区   | 沈阳北站   | 697                        | 京哈铁路 沈大铁路 沈大高速铁路 沈白高速铁路（建设中）                                | 沈阳地铁2号线 沈阳地铁4号线         | 8台16线  | 特等站   | 通过京沈联络线和京哈联络线与京沈段相连接 |
| 辽宁省             | 铁岭市   | 铁岭县   | 铁岭西站   | 751                        |                                                                                      |                                     | 2台6线   |          |                                          |
| 辽宁省             | 铁岭市   | 开原市   | 开原西站   | 798                        |                                                                                      |                                     | 2台4线   |          |                                          |
| 辽宁省             | 铁岭市   | 昌图县   | 昌图西站   | 826                        |                                                                                      |                                     | 2台4线   |          |                                          |
| 吉林省             | 四平市   | 铁东区   | 四平东站   | 877                        |                                                                                      |                                     | 2台6线   |          |                                          |
| 吉林省             | 长春市   | 公主岭市 | 公主岭南站 | 932                        |                                                                                      |                                     | 2台4线   |          |                                          |
| 吉林省             | 长春市   | 绿园区   | 长春西站   | 995                        | 长西联络线                                                                           | 长春轨道交通2号线 长春轨道交通6号线 | 5台11线  |          |                                          |
| 吉林省             | 长春市   | 德惠市   | 德惠西站   | 1079                       |                                                                                      |                                     | 2台4线   |          |                                          |
| 吉林省             | 松原市   | 扶余市   | 扶余北站   | 1137                       |                                                                                      |                                     | 2台4线   |          |                                          |
| 黑龙江省           | 哈尔滨市 | 双城区   | 双城北站   | 1195                       |                                                                                      |                                     | 2台4线   |          |                                          |
| 黑龙江省           | 哈尔滨市 | 南岗区   | 哈尔滨西站 | 1235                       | 京哈铁路                                                                             | 哈尔滨地铁3号线                     | 10台22线 | 特等站   |                                          |
| 黑龙江省           | 哈尔滨市 | 南岗区   | 哈尔滨站   | 1242                       | 京哈铁路 滨洲铁路 滨绥铁路 哈佳铁路 哈牡客运专线 哈齐高速铁路 哈伊高速铁路（建设中） | 哈尔滨地铁2号线                     | 8台16线  | 特等站   |                                          |

- 北京朝阳站候车大厅
- 承德南站站房
- 辽宁朝阳站1-4站台
- 阜新站站房
- 沈阳北站南站房
- 铁岭西站站房
- 四平东站3、4站台及站内正线
- 长春西站6、7站台
- 哈尔滨西站站场
- 哈尔滨站南站房

## 使用列车
由于地处高寒地带，京哈高速铁路上的列车都要经过特殊防寒化处理，列车在材料低温特性、车体防雪密封性和隔热保温性等方面都需要进行改进，车厢地板增加防寒材料，空调采暖，水系统采取防冻措施，电气、制动、转向架系统均需要相应提高低温适应性。目前京哈高速铁路运行列车主要使用CRH5A/5G型、CRH380BG型、CR400AF-G型和CR400BF-G/GZ/GS型列车，其中CRH5A、CRH5G型列车主要应用于D字头开头的普通动车组列车车次，其余车型主要应用于G字头开头的高速动车组列车车次。
2021年6月25日，CR400BF-GZ型智能动车组开始在本线运行，担当往返于北京至哈尔滨、沈阳、吉林等地的高速动车组列车。
2024年2月，原時速400公里跨國互聯互通高速動車組（四方：CR400AF-G-0021）配屬北京朝陽動車運用所後開始於本線運行；同年底至2025年初，CR400BF-GS技术提升型智能动车组开始于本线投入使用，担当G920/925次等多个车次。

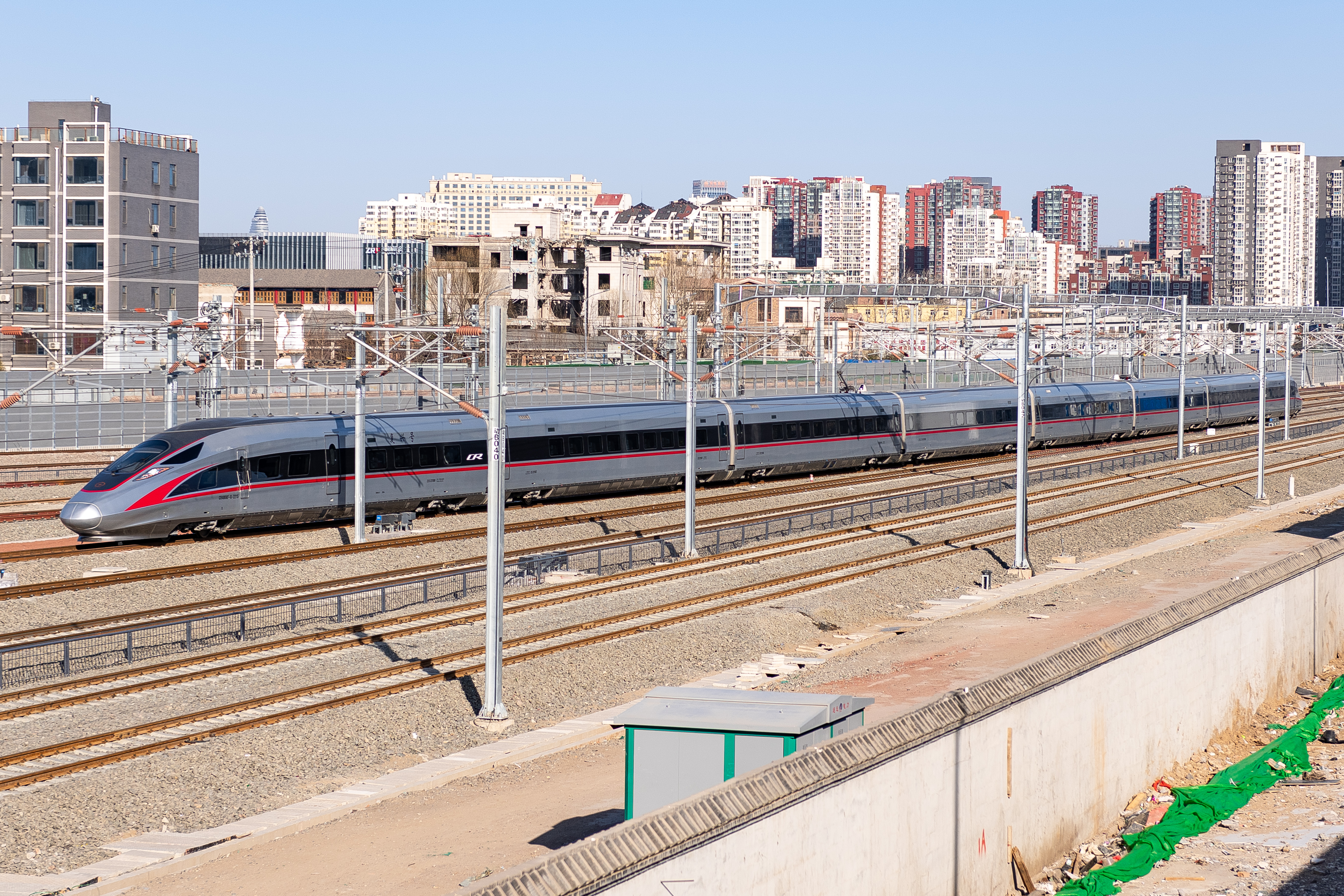
使用CR400AF-G的原G915次驶出北京朝阳站
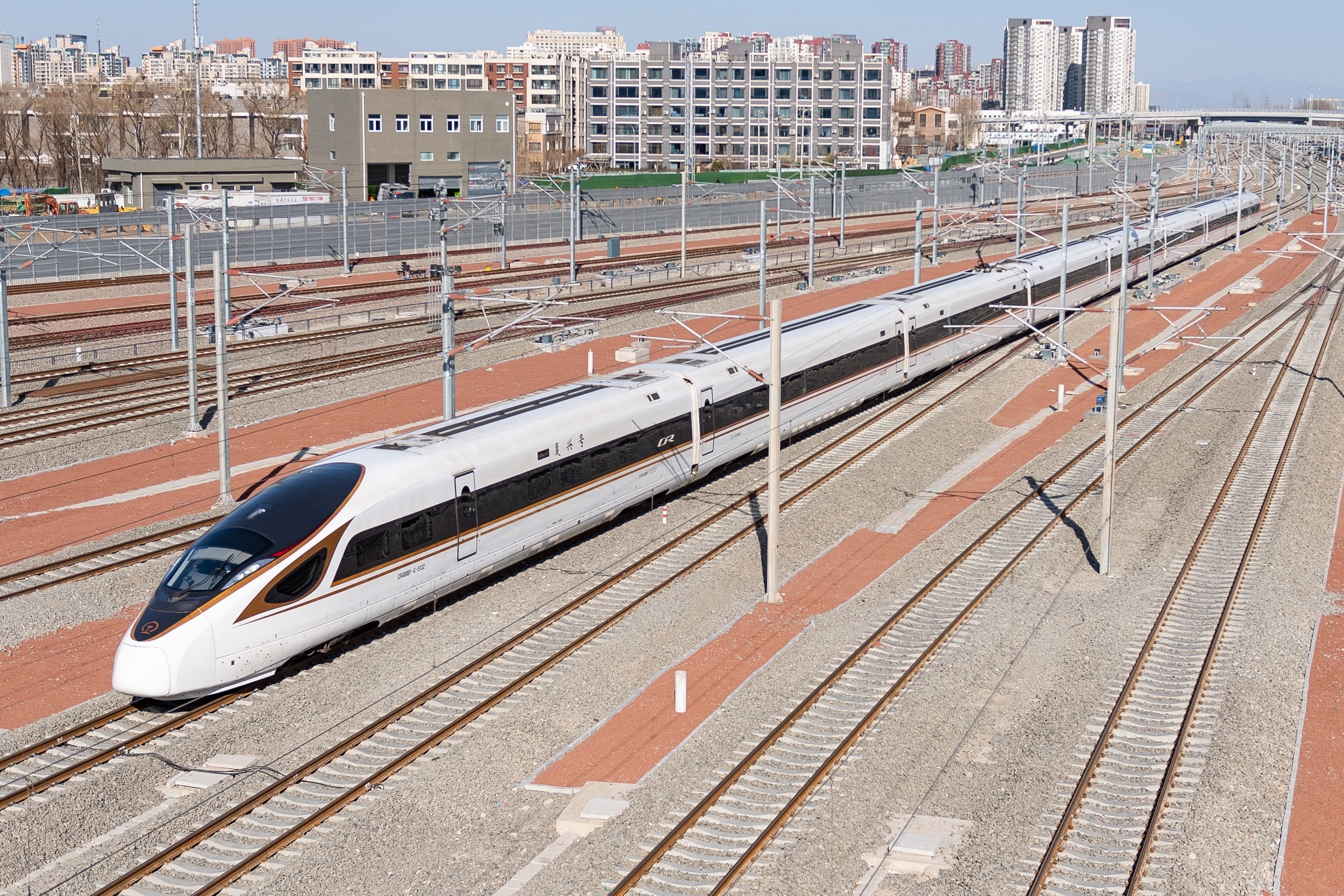
使用CR400BF-G的原G908次驶入北京朝阳站
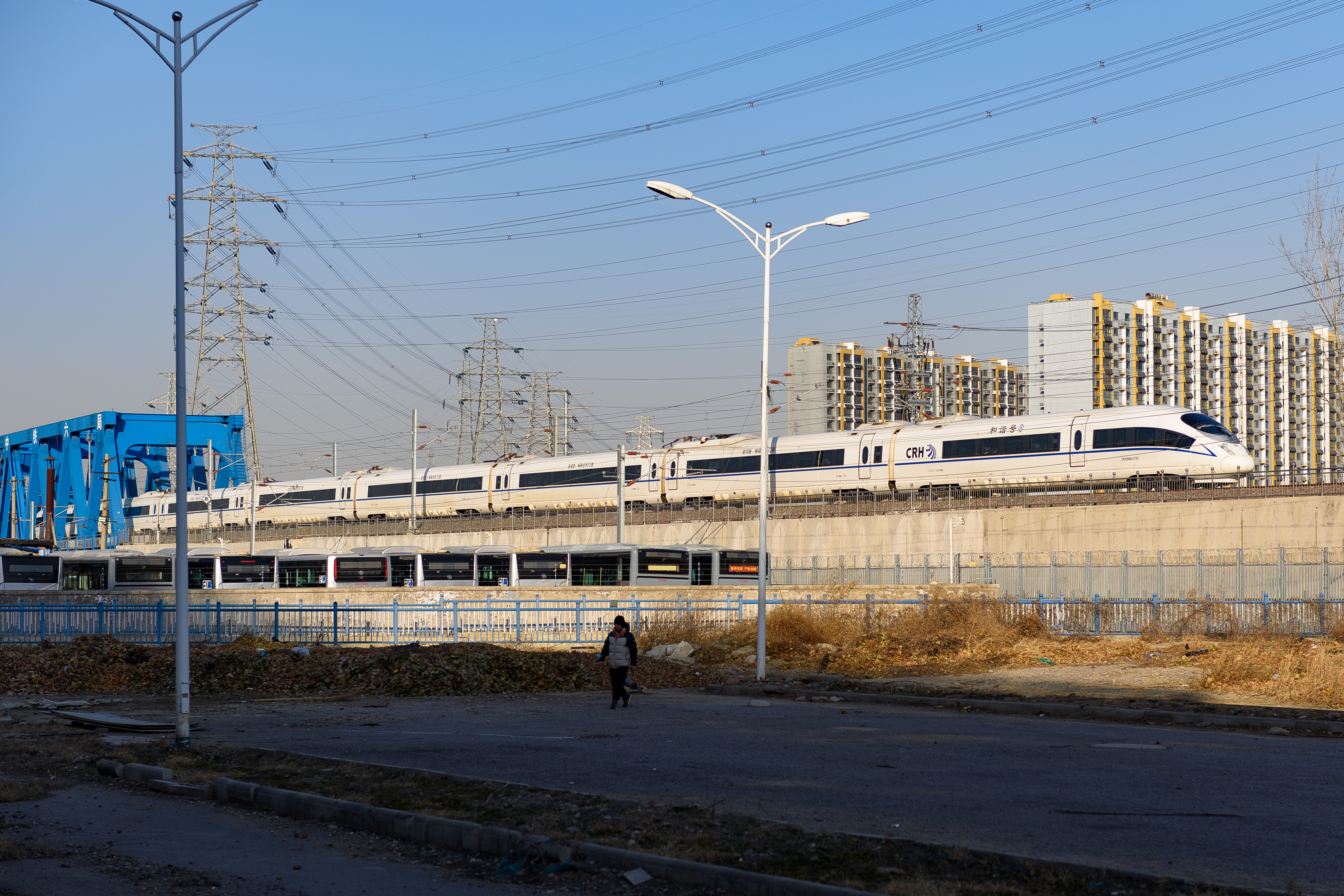
使用CRH380BG的原G3605次列车通过环铁北桥
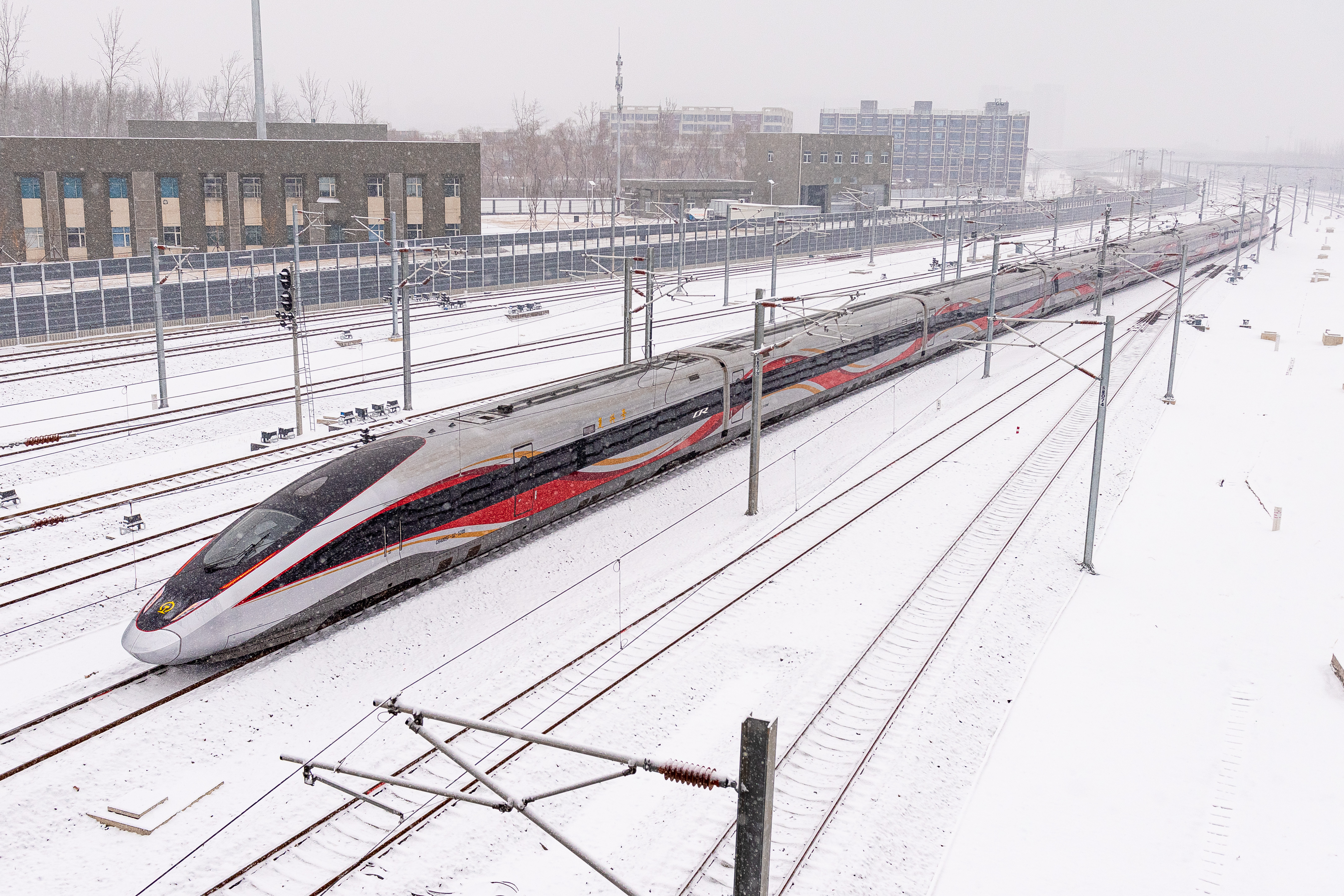
使用CR400BF-GZ的原G901次驶出北京朝阳站
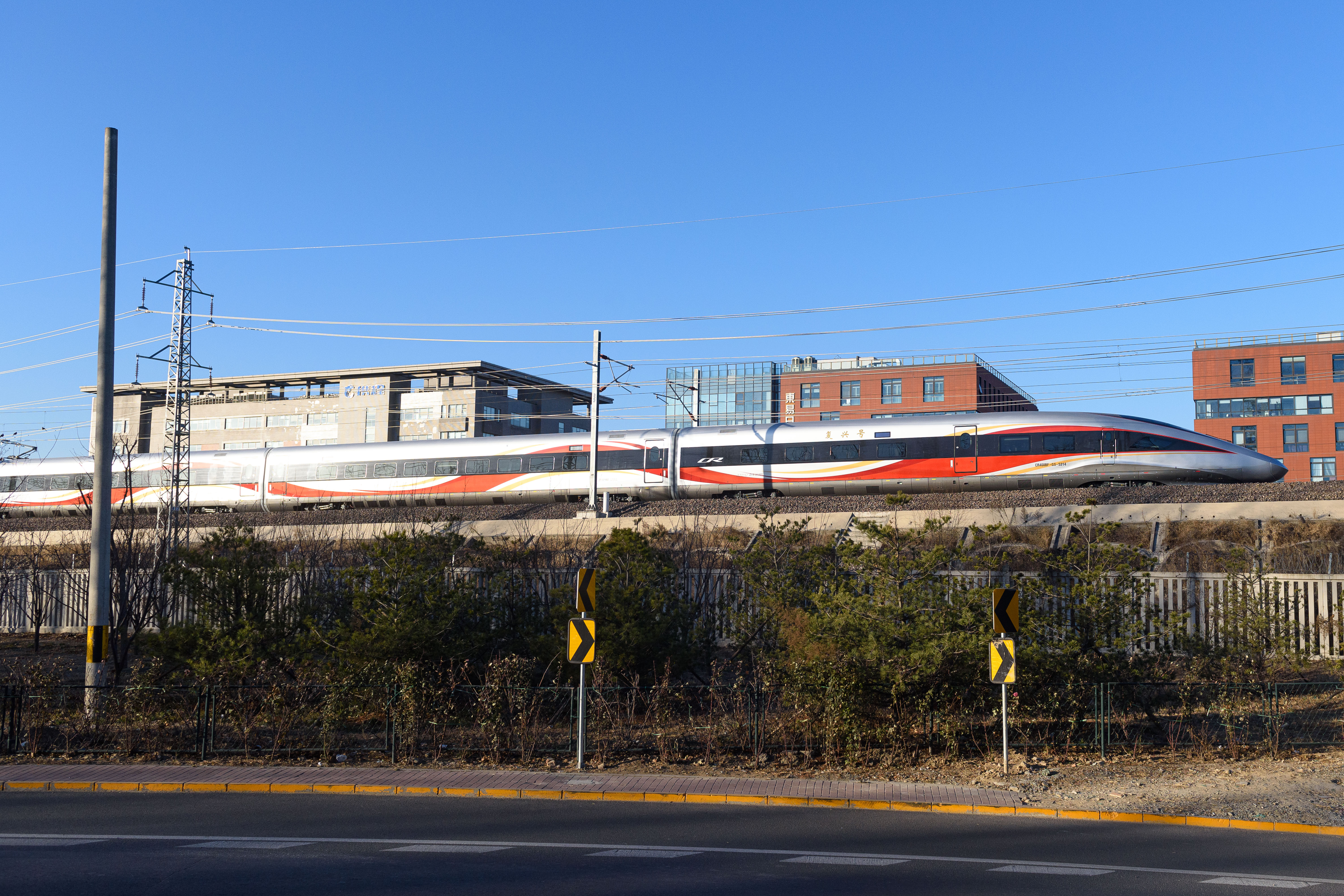
使用CR400BF-GS的G903次列车通过环铁北桥

## 问题与争议
京哈客运专线作为四纵四横的线路，全线通车日期较同期规划的其他线路明显偏晚，该线路的建设和运营过程中出现了诸多问题。

### 线路质量问题
由于京哈高速线地处高寒地区，冬季气温可达-25℃以下，因此线路的基础设施（路基、轨道板等）均需要进行防寒改造，对技术要求比较高。
2012年9月，“21世纪经济报道”声称哈大客运专线路基“发生大面积冻胀”。网易等媒体声称其原因是“投资方和施工方为了节省成本，没有在施工过程中使用高寒地区施工应有的防冻技术”。而哈大客运专线原定于2013年4月1日起按照夏季运行图提速至300公里每小时的计划被延迟至2013年4月21日实行，也被怀疑为“工程偷工减料的质量问题尚未得到根本性的整改”。

### 居民阻挠高铁修建
2009年、2010年、2012年，铁三院曾三度起草京沈段有关环评报告书的底稿，并分别开展了公众参与调查。因计划在北京市区使用原京包铁路旧线路，2012年12月9日，有部分居住在北京市朝阳区的居民担心高铁建成后会影响他们的正常生活以及担心自己的房价因此下跌，而举行了在北京罕见的抗议活动，这次抗议得到了北京相关部门的默许，并未像其它类似活动那样受到阻扰，此类抗议活动以及北京政府部门的冷淡态度致使京沈段开工时间一再延后。由于居民的普遍反对，京沈段的起点由北京站被迫改为北京朝阳站，并且线路动工和开通时间也遭到一而再再而三的推迟。

### 北京朝阳站交通接驳不便
北京朝阳站为京沈客专首发站，车站规模为7台15线（不含2条原有到发线），高峰期24小时旅客发送和到达数量最大可以达到10万人次以上，但因接驳该站的北京地铁3号线工程进度一再推迟，该站也成了北京铁路枢纽中少有的没有城市轨道交通接驳的大型火车站。
由于不通地铁，地下的车辆运力远远不能满足旅客需求，所以才引导乘客出站乘车，避免人员聚集。同时因为西广场并未完工，乘客需从东侧地面、南北高架三个方向进出站，周围交通道路较为混乱，因此交通拥堵现象常有发生，尤其在节假日等车站客流较为密集的时期，周边道路更是水泄不通，给周围的群众造成很大困扰，唯有等到2024年底北京地铁3号线开通运营之后，拥堵才会得到根本缓解。
随着北京地铁3号线于2024年12月15日开通运营，朝阳站枢纽才迎来了第一条地铁接驳。但是目前3号线采用4节编组的形式，并没有如之前所言采用高峰期4节编组重联，而且班次疏落，导致高峰期车厢非常挤迫，仍未完全解决旅客疏散不便的问题。

### 高寒车底数目不足
京哈客运专线上的列车都要经过特殊防寒化处理，列车型号与普通的高速动车组型号不同。但国铁集团对这种列车的招标订单数目普遍偏少。截至2023年10月，作为主力车型之一的CR400BF-GZ数目仍只有12组，其中北京局集团6组，哈尔滨局集团6组，明显不足以满足线路的运营需求，甚至远少于2023年上半年国铁集团一次性采购的其他复兴号的数量。这也导致了线路上行驶的列车对数偏低。这一情况随着2024年采购的23组复兴号高寒技术提升型动车组CR400BF-GS陆续投入运营而有所改善，但仍导致了京沈段达速初期高标运行列车大量依赖现有列车的情况，全线仅新增5对列车。